# ليه هال
ليه هال هو سياسي كندي، ولد في 21 ديسمبر 1935 في Springfield Parish, New Brunswick ‏ في كندا. نشط حزبياً في الحزب التقدمي المحافظ في نيو برونزويك ‏. وقد انتخب عضو الجمعية التشريعية لنيو برونزويك ‏.